# Gymnasium Nord
Das Gymnasium Nord ist ein Gymnasium in Frankfurt am Main.

## Geschichte
Zur Bewältigung der wachsenden Schülerzahlen, insbesondere der hohen Nachfrage nach Gymnasialplätzen, hat die Stadt Frankfurt seit den 2010er-Jahren vier neue Gymnasien errichtet. Neben dem Gymnasium Riedberg (am Riedbergpark), dem Adorno-Gymnasium (nähe Campus Westend) und dem Gymnasium Römerhof (südöstlicher Rebstockpark) gehört hierzu auch das Gymnasium Nord, das vor allem Schüler aus den nördlichen Stadtteilen Frankfurts aufnehmen soll.
Nachdem zunächst kein geeigneter Standort für die Schule gefunden werden konnte, startete der Schulbetrieb 2016 auf einer Brachfläche im Frankfurter Stadtteil Praunheim, in der Nähe des Friedhofs Westhausen, in Baucontainern. Die Container wurden 2018 durch ein Schulgebäude in Holzmodulbauweise ergänzt. Dieses bekam 2023 eine Erweiterung.
Als endgültiger Standort ist ein freies Feld zwischen Bonames und Nieder-Eschbach, neben der Homburger Landstraße geplant. Nach dem Stand des Planfeststellungsverfahrens könnte das Schulgebäude 2025 eröffnet werden.